# Dendrelaphis punctulatus
Dendrelaphis punctulatus is een slang uit de familie toornslangachtigen (Colubridae) en de onderfamilie Ahaetuliinae.

## Naam en indeling
De wetenschappelijke naam van de soort werd voor het eerst voorgesteld door John Edward Gray in 1826. Oorspronkelijk werd de wetenschappelijke naam Leptophis punctulatus gebruikt.

## Uiterlijke kenmerken
De slang is meestal groen van kleur en heeft relatief grote ogen zonder donkere vlek door het oog zoals bij andere bronsslangen voorkomt. De meeste exemplaren worden iets langer dan een meter maar uitschieters tot twee meter komen voor. De lichaamskleur is zeer variabel en varieert van bruin, groen, geel of zwart. Zelfs hemelsblauw gekleurde exemplaren zijn beschreven. De buikzijde is meestal geel van kleur. Als de slang wordt bedreigd, wordt het lichaam volgezogen met lucht zodat blauw gekleurde randen van de schubben aan de voorzijde van het lichaam tevoorschijn komen. Dit dient waarschijnlijk om vijanden af te schrikken.

## Verspreiding en habitat
Dendrelaphis punctulatus komt voor in delen van Australië in de deelstaten New South Wales, West-Australië, Queensland en Noordelijk Territorium en daarnaast in Azië in Papoea-Nieuw-Guinea.
De habitat bestaat uit zowel vochtige als drogere tropische en subtropische bossen, scrubland, moerasgebieden en mangrovebossen. Ook in door de mens aangepaste streken zoals landelijke tuinen kan de slang worden aangetroffen. De soort is aangetroffen van zeeniveau tot op een hoogte van ongeveer 500 meter boven zeeniveau.

## Beschermingsstatus
Door de internationale natuurbeschermingsorganisatie IUCN is de beschermingsstatus 'veilig' toegewezen (Least Concern of LC).